# Stocksjön (Nätra socken, Ångermanland)
Stocksjön är en sjö i Örnsköldsviks kommun i Ångermanland och ingår i Nätraån-Ångermanälvens kustområde. Sjön har en area på 0,0663 kvadratkilometer och ligger 219,6 meter över havet. Stocksjön ligger i Skuleskogen Natura 2000-område. Vid provfiske har abborre fångats i sjön.

## Delavrinningsområde
Stocksjön ingår i det delavrinningsområde (700476-163613) som SMHI kallar för Rinner mot Näskefjärden. Medelhöjden är 145 meter över havet och ytan är 10,53 kvadratkilometer. Det finns inga avrinningsområden uppströms utan avrinningsområdet är högsta punkten. Avrinningsområdets utflöde mynnar i havet, utan att ha någon enskild mynningsplats. Avrinningsområdet består mestadels av skog (91 procent). Avrinningsområdet har 0,18 kvadratkilometer vattenytor vilket ger det en sjöprocent på 1,7 procent.